# Marché Coucou
『Marché Coucou』（マルシェ・ククー）はFM大阪で2017年4月3日から放送開始のラジオの生ワイド番組。

## 概要
2017年4月からFM OSAKAが新コミュニケーションネームをFM OH!に改めるとともに、月曜から木曜のワイド番組を刷新する一環で開始した番組。
この番組では、「幅広いジャンルからセレクトする」音楽に加え、 FM OH!→FM大阪の放送エリアである関西の情報を届ける。
番組開始から2020年6月30日までは、前座番組に自社制作番組の『OH! MY MORNING 851』を編成していたが、同年7月1日から2024年3月28日までは『ONE MORNING』（TOKYO FM・JFNC制作）のネット受けに切り替えたため、当番組が月 - 木曜における自社制作の生放送番組の一番手となった。
2024年4月1日から9月26日までは、放送開始時刻が6:00から前倒しされ時間拡大となったことにあわせて、NHK新潟放送局の契約キャスターだった片山優が6:00-8:00を、珠久美穂子が引き続き8:20-11:00を担当する2部制となった。
翌週の9月30日から新番組『アサトク』（5:00 - 6:55）をしもぐち☆雅充と片山優が担当するため、自社制作の生放送番組の一番手を『アサトク』に譲ることとなり、再び8:20のスタートになる。また後続の番組に『あぐりずむ』を放送するため、10:51で終了する。
番組プレゼントは、番組ロゴ入りミニショルダー「シュッと入るちゃん」。

## 放送時間
- 月曜-木曜 8:20-10:51(2024年9月30日 - )
- 月曜-木曜 6:00-11:00(2024年4月1日 - 9月26日)
- 月曜-木曜 8:20-11:00(2018年4月2日 - 2024年3月28日）
- 月曜-木曜 9:00-10:55(2017年4月3日 - 2018年3月29日)

## パーソナリティ
- izumi(2017年4月3日〜2018年3月29日)
- 珠久美穂子(2018年4月2日〜)※ハッシュタグは『#まるしゅく』
- 片山優(2024年4月1日〜9月26日)※ハッシュタグは『#かたマル』

## 不定期で実施されるコーナー例
- ズボレシピ・マルシェ：家にあるような食材で、簡単かつ・美味しい「ズボレシピ」をプロの方に教えてもらう。
- KOREA Delicious Marche：韓国の食や文化、エンタメなどを紹介する。徳山物産提供。